# Franciszek Grolewski
Franciszek Grolewski (ur. 1 grudnia 1919 w Białokoszy, zm. 3 grudnia 1988) – polski polityk, poseł na Sejm PRL VII i VIII kadencji.

## Życiorys
Posiadał wykształcenie zasadnicze zawodowe, z zawodu ślusarz. Pracował jako koordynator zmiany oraz jako brygadzista w Nadodrzańskich Zakładach Przemysłu Organicznego „Rokita” w Brzegu Dolnym. W 1976 uzyskał mandat posła na Sejm PRL VII kadencji w okręgu Wrocław z ramienia Polskiej Zjednoczonej Partii Robotniczej. Zasiadał w Komisji Budownictwa i Przemysłu Materiałów Budowlanych oraz w Komisji Górnictwa, Energetyki i Chemii. W 1980 uzyskał reelekcję. W Sejmie VIII kadencji zasiadał w Komisji Budownictwa i Przemysłu Materiałów Budowlanych, Komisji Górnictwa, Energetyki i Chemii oraz w Komisji Górnictwa, Energetyki i Wykorzystania Zasobów Naturalnych.
Odznaczony Krzyżem Oficerskim Orderu Odrodzenia Polski.
Pochowany na cmentarzu komunalnym w Brzegu Dolnym.